# سیارک ۳۳۷۱
سیارک ۳۳۷۱ (به انگلیسی: 3371 Giacconi، نامگذاری:1955RZ) سه هزار و سیصد و هفتاد و یکمین سیارک کشف شده‌است که در ۱۴ سپتامبر ۱۹۵۵ کشف شد.
قدر مطلق سیارک برابر ۱۲٫۳۰ است.